# Hollywood and Vine
 (octobre 2023).
Si vous disposez d'ouvrages ou d'articles de référence ou si vous connaissez des sites web de qualité traitant du thème abordé ici, merci de compléter l'article en donnant les références utiles à sa vérifiabilité et en les liant à la section « Notes et références ».
Hollywood and Vine est l'intersection de Hollywood Boulevard et de Vine Street à Hollywood à Los Angeles, en Californie. Elle est devenue célèbre dans les années 1920 pour son importante concentration d'entreprises liés à l'industrie du cinéma et de la radiodiffusion. Le Hollywood Walk of Fame est centré sur cette intersection.
De nos jours, ces structures sont moins nombreuses mais plus concentrées dans la zone. L'un des rares bâtiment qui subsiste est le Capitol Records Building au nord de l'intersection.

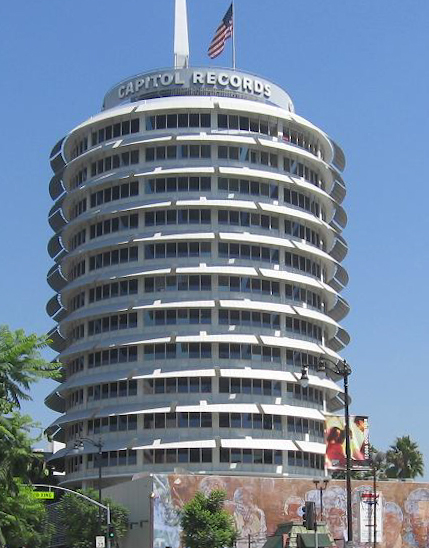
Le Capitol Records Building, le siège social de Capitol Records sur Hollywood Boulevard.